# Nicole Enabosi
Nicole Enabosi (26 marzo 1997) è una cestista statunitense con cittadinanza nigeriana.

## Carriera
Con la Nigeria ha disputato i Giochi olimpici di Parigi 2024 e due edizioni dei Campionati africani (2021, 2023.